# Müggenburg (Ratzeburg)
Die Müggenburg ist ein abgegangener mittelalterlicher Adelssitz in Ratzeburg im Kreis Herzogtum Lauenburg in Schleswig-Holstein.

## Geschichte

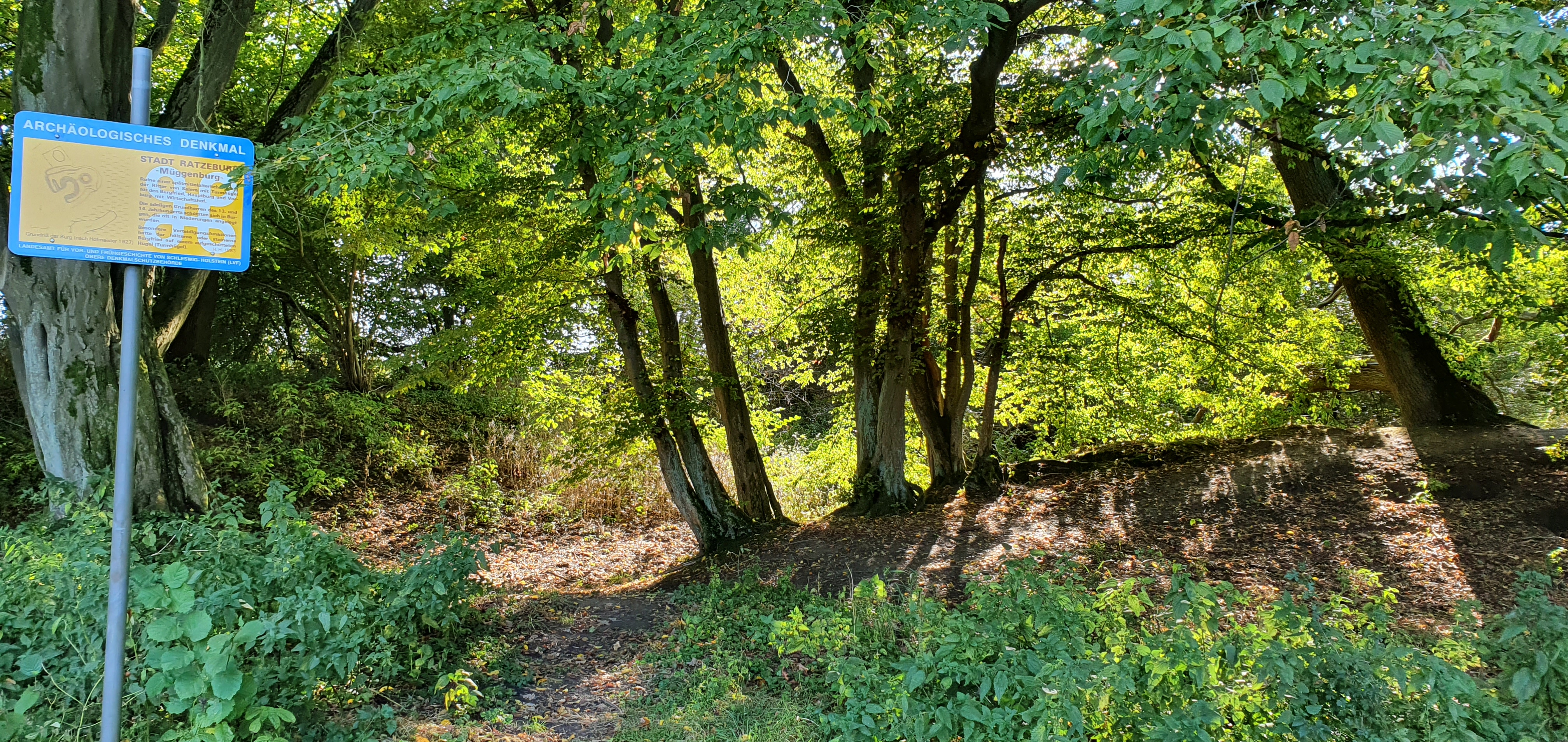
Müggenburg

Die gut erhaltenen Reste der Turmhügelburg (Motte) liegen südöstlich von Ratzeburg am Westrand des Naturschutzgebietes Salemer Moor. Es handelte sich um eine Doppelburganlage bestehend aus einem Bergfried und der Vorburg, die von einem Wall und Wassergräben geschützt waren. Erste Ausgrabungen fanden hier Mitte des 19. Jahrhunderts durch Gymnasiasten der Lauenburgischen Gelehrtenschule in Ratzeburg statt. Die ersten Eigentümer werden durch Urkunden insbesondere der Bischöfe von Ratzeburg belegt, es waren die Herren von Salem (ca. 1200 bis ca. 1355) und darnach die angeheirateten Herren von Plön (bis 1367), die die Motte und den Grundbesitz an die Herzöge von Sachsen-Lauenburg verkauften. Durch einen ausgegrabenen Petschaft wird vermutet, dass die Burg kurz als Adelssitz der ritterschaftlichen Familie von Hasenkop gedient hat. Die Zerstörung der Burg wird aufgrund der Grabungsergebnisse auf die Mitte des 14. Jahrhunderts datiert. Weitere Grabungen 1951 durch den lauenburgischen Kreisarchivar Dr. Kurt Langenheim ergaben, dass das Turmfundament 6 × 6 m maß und dass Fachwerkgebäude vorhanden gewesen sein müssen. Langenheim sah unmittelbar anschließend auch das untergegangene Dorf Klein-Salem, das bereits im Ratzeburger Zehntregister von 1230 erwähnt wurde.